# 艾迪臣·文嘉
艾迪臣·迪高·文嘉（Edson Dico Minga，1979年5月21日—），剛果共和國的足球前鋒。

## 球員生涯
曾經入選剛果共和國國家足球隊，在2001年剛果對馬達加斯加的比賽中，取得個人首個國家隊入球。
2007年12月，文嘉由印度球會馬欣德拉聯，轉投香港甲組足球聯賽球會寶路華流浪。隨著流浪降班，2008年夏天，文嘉與大部份隊友一起轉會至新成立的四海，他更擔任隊長，惟在球季結束後未獲續約。
2009年10月29日，以失業球員身份加盟傑志，加強陣容應付10月31日對南華的香港甲組足球聯賽大戰，表現平平，未能完全取代禾志利的射手位置，預計季後離隊。
2009/2010賽季完結後，文嘉未獲傑志續約，遂重返流浪，重扳流浪戰衣。
2012年2月，文嘉以「失業球員」身份加盟晨曦。

## 外部連結
- 香港足球總會網頁球員註冊資料 （页面存档备份，存于）